# 둥근귀관코박쥐
둥근귀관코박쥐(Murina cyclotis)는 애기박쥐과에 속하는 박쥐의 일종이다. 중앙아시아와 동남아시아에서 발견된다.

## 특징
머리부터 몸까지 몸길이는 8cm이다. 앞팔은 3cm, 날개 폭은 26cm, 몸무게는 5-6g 정도이다. 귀는 둥글고 바로 앞쪽으로 곤두 선 형태를 띠며 두드러지게 큰 이주를 갖고 있다. 넓은 Y자 형태의 2개의 관 형태로 이루어진 눈에 띠는 코가 주둥이 넘어 돌출되어 있다. 주둥이는 털이 나 있고 뭉툭한 형태이다. 윗쪽은 진한 갈색을 아랫쪽은 연한 색을 띤다. 날개 비막은 반투명의 거무스름한 갈색을 띠고, 넓적다리 사이는 더 어두우며 불그스레한 부드러운 털이 있다. 꼬리 피부에 싸여 있다. 발과 뒷다리는 털이 무성하다.